# Ernst Friedrich Frank
Ernst Friedrich Frank (* 12. Februar 1740 in Northeim; † 7. März 1822 in Bardowick) war ein deutscher lutherischer Theologe.

## Leben
Ernst Friedrich Frank war ein Sohn des damaligen zweiten Predigers in Northeim Johann Georg Frank. Er besuchte die Schule in Northeim und erhielt nach der Versetzung des Vaters Unterricht bei einem Hauslehrer in Herzberg am Harz. Nach dem Studium der Theologie, das er an der Universität Jena absolvierte, wurde Frank Hauslehrer beim Obersten von Uslar in Nienburg und Celle, dann Hofmeister beim Sohn des Ministers von Hacke. 1769 erhielt er eine Stelle als Interimsprediger in Weende. 1770 wurde er Pastor in Rosdorf bei Göttingen. 1780 traute er hier die Göttinger Dichterin Philippine Gatterer (1756–1831) und ihren Bräutigam, den Kasseler Kriegsrat Johann Philipp Engelhard. Noch im gleichen Jahr wurde er zum ersten Pastor und Superintendenten in Zellerfeld ernannt, konnte sein Amt aus gesundheitlichen Gründen allerdings erst im Februar 1782 antreten. 1786 wurde Frank erster Pastor und Superintendent in Bardowick. Zu seinem fünfzigjährigen Amtsjubiläum 1820 erhielt er den Charakter als Kirchenrat im Rang eines Generalsuperintendenten.
1769 heiratete er Friederike Wackerhagen (1746–1793), Tochter des Amtmanns in Herzberg Ernst August Wackerhagen (1741–1822) und der Katharina Dorothea von Windheim (1724–1753). Nach dem Tod der ersten Frau heiratete er 1795 deren Halbschwester Sophie Elisabeth (1755–1808). Aus der ersten Ehe hatte er eine Tochter Charlotte Auguste, die 1793 den späteren Amtmann in Syke Wilhelm Stelling heiratete.

## Werke
- Handbuch für angehende Landschullehrer zur leichteren Uebersicht ihrer Pflichten und der zweckmäßigsten Methode für jede Art des Schulunterrichts (Hannover 1802)
- Geschichte der Entstehung und der merkwürdigsten Schicksale des Stifts Bardowick vor und nach der Zerstörung der Stadt. In: Hannöversches Magazin 50/1818, S. 785–798